# Sunshine State of Mind
Sunshine State of Mind è il terzo album studio del gruppo emo-pop statunitense We the Kings, pubblicato nel 2011.

## Tracce
1. Friday Is Forever – 3:04
2. Say You Like Me – 3:30
3. Every Single Dollar – 2:53
4. The View from Here – 4:05
5. The Secret to New York – 3:02
6. Sleep with Me – 3:41
7. Over You – 3:27
8. Kiss Me Last – 2:56
9. Somebody to Call My Own – 3:53
10. You and Only You – 3:06

Bonus track
1. Summer – 2:43

## Formazione
Membri del gruppo
- Travis Clark - composizioni chitarra piano, programmazione, voce
- Drew Thomsen - basso
- Hunter Thomsen - chitarra, voce
- Danny Duncan - batteria

Membri esterni
- Howie Beno  - ingegneria del suono
- Bret Disend - management
- Josh Edmondson - string arrangements
- Mark Evitts - strings
- Matt Galle - prenotazioni
- Chris Gehringer - masterizzazione
- Sean Gould - ingegneria del suono, missaggio
- Femio Hernández - assistenza
- Sam Hollander - composizioni, programmazione
- Dave Hotz - compositore, programmazione
- Pamela Littky - fotografia

- Tom Lord-Alge - missaggio
- Mike Marquis - prenotazioni
- Grant Michaels - tastiere, programmazione
- Brent Mulligan - management
- Mark Ngui - prenotazioni
- Todd Russell - direzione artistica, design
- S*A*M - produzione
- Robert Schwartzman - composizioni, ingegneria del suono
- Sluggo - produzione
- Steve Yegelwel - A&R